# I. e. 426
Évszázadok: i. e. 6. század – i. e. 5. század – i. e. 4. század
Évtizedek: i. e. 470-es évek – i. e. 460-as évek – i. e. 450-es évek – i. e. 440-es évek – i. e. 430-as évek – i. e. 420-as évek – i. e. 410-es évek – i. e. 400-as évek – i. e. 390-es évek – i. e. 380-as évek – i. e. 370-es évek
Évek: i. e. 430 – i. e. 430 – i. e. 429 – i. e. 428 –  i. e. 427 – i. e. 426 – i. e. 425 – i. e. 424 – i. e. 423 – i. e. 422 – i. e. 421

## Események

### Görögország
- a peloponnészoszi háború: az athéni Kleon és Démoszthenész megerősíti a hadsereget és a flottát Nikiasz és támogatói tiltakozása ellenére. Démoszthenész sikertelenül ostromolja a korinthosziak kolóniáját, Leukászt.
- nyár: a spártaiak újabb attikai hadjáratra indulnak, de az Euboiai-öbölnél történt földrengést rossz ómennek tekintik és visszafordulnak.
- az athéniak folytatják az előző évben elkezdett szicíliai expedíciót.
- Nikiasz 60 hajóból álló flottát vezet Mélosz ellen, de kénytelen visszafordulni és Oroposznál köt ki. Megerősített csapataival a Spárta-párti Tanagra városa ellen vonul és a második tanagrai csatában legyőzi a tanagrai-thébai hadsereget.
- Spárta Thesszáliában megalapítja Herakleia Trachinia kolóniát.
- Aitólia Spártával köt szövetséget. Athén válaszul hoplitákat küld Aitóliába, akiket a helyi könnyűfegyverzetű csapatok lemészárolnak.
- augusztus eleje: Démoszthenész, aki leukászi kudarca után nem mert visszatérni Athénba, az olpai csatában nagy győzelmet aratva megvédi Naupaktoszt a spártaiak és Ambrakia közös hadserege ellen.
- Spártában II. Agisz lép trónra, miután apja, II. Arkhidamosz az előző évben lemondott. Ugyanakkor a másik királyt, Pleisztoanaxot visszahavják 19 éves száműzetéséből.
- Délosz rituális megtisztítása, a második katharszisz: a születéseket, halálozásokat, temetéseket betiltják, a sírokat áttelepítik Rineia szigetére.

### Róma
- November 30: a szenátus döntése alapján Rómát három évig (i.e. 424-ig) consulok helyett katonai tribunusok irányítják. Az. i.e. 426-og tribunusok: Titus Quinctius Pennus Cincinnatus, Gaius Furius Pacilus Fusus, Marcus Postumius Albinus Regillensis és Aulus Cornelius Cossus.
- a Veii elleni második háborúban a Titus Quinctius Pennus Cincinnatus, Gaius Furius Pacilus Fusus és Marcus Postumius Albinus Regillensis vezette római hadsereg vereséget szenved.
- ezután Mamercus Aemiliust harmadszor is dictatorrá választják. A dictator legyőzi Veii és Fidenae egyesült seregét; Fidenaet kifosztják, lakóit rabszolgának adják el.

### Kultúra
- Arisztophanész A babiloniak c. komédiája nyeri az athéni Dionüszia fesztivál fődíját.

### Katasztrófák
- az Euboiai-öbölben földrengés tör ki, az általa keltett árhullám letarolja az öböl északi partvidékét és a kikötővárosokat. A pusztítás leírásai alapján a földrengést a Medvegyev–Sponheuer–Kárník-skálán XI. fokozatúnak, katasztrofálisnak becslik.
- az i.e. 430 óta tomboló attikai járvány véget ér.

## Halálozások
- Eurülokhosz spártai hadvezér, elesett az olpai csatában
- Csou Kao-vang, a kínai Csou-dinasztia királya

## Fordítás
- Ez a szócikk részben vagy egészben  a(z)   426 v. Chr. című német Wikipédia-szócikk ezen változatának fordításán alapul.  Az eredeti cikk szerkesztőit annak laptörténete sorolja fel. Ez a jelzés csupán a megfogalmazás eredetét és a szerzői jogokat jelzi, nem szolgál a cikkben szereplő információk forrásmegjelöléseként.